# 輕海站
輕海站（日语：／ Karumi eki */?）是位於石川縣小松市輕海町，北陸鐵道小松線的鐵路車站（廢站）。

## 概要
此站位於小松市東部丘陵地帶，為中海地區的玄關口。在車站啟用當初，客源來自原和麥口地區，這些地區也是原本路線計劃延伸的地區。在1979年，當年的上下車人次為平均每日250人。

## 歷史
- 1929年（昭和4年）5月15日：白山電氣鐵道車站啟用[2]。
- 1937年（昭和12年）11月4日：公司改名為小松電氣鐵道。
- 1945年（昭和20年）7月20日：小松電氣鐵道把業務轉讓給北陸鐵道，成為北陸鐵道小松線車站。
- 1986年（昭和61年）6月1日：小松線全線廢除，此站也被廢除[2]。

## 車站構造
此站是地面車站，設有1面1線的單式月台。月台在路軌的南邊。在靠近小松站一方設有路軌分岔，連接1條貨物側線。月台上設有木製站舍，但是很早已經無人化，後來更被荒廢。

## 現狀
車站遺址初時變為空地，在2000年（平成12年）建設有兩線道路。在此站靠近鵜川遊泉寺站一方，直至梯川的河堤之間的路軌遺址。還可看見路軌微微上斜時兩旁的路堤。

## 相鄰車站
北陸鐵道
小松線
佐佐木－輕海－鵜川遊泉寺

## 注腳
1. 1 2  RM LIBRARY 212 北陸鉄道小松線（寺田裕一・著　NEKO PUBLISHING　2020年4月1日初版）p.39
2. 1 2  今尾惠介《日本鐵道旅行地圖帳》6號 北信越（新潮社、2008年）p.28

## 相關項目
- 日本鐵路車站列表 Ka